# Jan Hendrik van Grootvelt
Jan Hendrik van Grootvelt (Varik, 16 december 1808 - Den Bosch, 8 of 10 juni 1855) was een Nederlandse kunstschilder en tekenaar. Hij exposeerde veelvuldig.

## Biografie
Van Grootvelt werd geboren in Varik, een dorp in de Betuwe ten noorden van Den Bosch. Hij was de oudste zoon van een arme aardappelteler die na het beleg van 's Hertogenbosch in 1814 door Pruisen zijn gezin naar Den Bosch verhuisde en sergeant werd in een lokaal bataljon van het Nederlandse leger. Zijn overgrootvader was een vooraanstaand hervormd diaken en zijn grootmoeder een voorvechtster van de gereformeerde kerk.
De jonge Jan Hendrik ging in de leer bij een boekdrukker en volgde er vanaf 1 oktober 1824 avondonderwijs naast aan de Stads Academie voor Teeken- en Schilderkunst. Deze lessen waren gratis voor arme leerlingen. Drie jaar later, in september 1827, voltooide hij zijn studie met een zilveren medaille, ofwel als winnaar in de hoogste klasse. Een studiegenoot op de academie was de latere kunstschilder en lithograaf Thomas van Leent. Op de academie kreeg hij tekenles van Antoon van Bedaff en Henricus Turken. Het schilderen leerde hij later, mogelijk van Dominicus Franciscus du Bois.
Ondanks de overtuigd protestantse herkomst van zowel hem als zijn vrouw, is van Van Grootvelt slechts één schilderij met een religieus thema bekend. Hierop overhandigt Jezus de sleutel aan Petrus in bijzijn van de apostelen. Hij exposeerde het schilderij in 1828 in Den Bosch. Feitelijk is dit een erkenning van het pausdom en het is onduidelijk om welke reden hij dit heeft geschilderd. Een link met de actualiteit van toen zou gelegd kunnen worden met het concordaat tussen Willem I en het Vaticaan in 1827, hoewel dat in protestantse kring omstreden lag.
Er zijn veel schilderijen van Van Grootvelt overgeleverd met kaartende, rokende, drinkende, dansende en zoenende cafébezoekers. Inspiratie had hij hiervoor genoeg opgedaan tijdens zijn jeugd, omdat zijn moeder op een gegeven moment een café uitbaatte om extra inkomsten binnen te halen. Daarnaast liftte hij met geschilderde kaarslichtvoorstellingen mee op een trend uit de 19e-eeuwse West-Europese romantiek. Hij beperkte zich hierbij niet alleen tot cafégasten, maar schilderde ook boerengezinnen, leerlingen, op markten en in winkels. Verder zijn schilderijen van hem bekend met rivierenlandschappen en stadsgezichten, en kennen sommige schilderijen op de achtergrond een boerenhuis of kerk.
Al in het jaar na zijn opleiding exposeerde hij zowel in de Nederlanden als in het buitenland. Hij exposeerde minstens vijfendertigmaal, zoals op de Tentoonstellingen van Levende Meesters in Amsterdam, Rotterdam en Den Haag, maar ook tot in Groningen, Leeuwarden, Bremen en Lübeck. Soms exposeerde hij meer dan eenmaal per jaar en in het jaar voor zijn overlijden was zijn werk op vijf tentoonstellingen te zien. De tentoonstellingen dienden voor de verkoop van zijn werk dat tot ver in het buitenland verspreid is geraakt, tot in musea in Riga en Moskou. Ook zijn er enkele werken in het bezit van het Noordbrabants Museum in Den Bosch. Hij was een leermeester van onder meer Hendrik Willem Caspari, Petrus Marius Molijn en Carel Jozeph Grips.
Van Grootvelt was getrouwd met Elisabeth van der Kraan en kreeg met haar vijf kinderen. Alleen het tweede kind, een dochter, bleef in leven. Hij woonde met zijn vrouw achtereenvolgens in Den Bosch (tot 1833), Rotterdam (tot 1842), Ravenstein (tot 1852) en opnieuw in Den Bosch. Daar woonde hij nog enkele jaren tot hij in juni 1855 overleed op 46-jarige leeftijd.

## Galerij
| Interieur met marskramer, 1837, Noordbrabants Museum, Den Bosch |  | Gezelschap voor een boerenhuis, 1831 |
| Interieur met marskramer, 1837, Noordbrabants Museum, Den Bosch |  | Gezelschap voor een boerenhuis, 1831 |

- Biografisch Portaal: 67231510
- International Standard Name Identifier: 0000 0000 6903 0735
- Nederlandse Thesaurus van Auteursnamen: 32653816X
- RKD-Nederlands Instituut voor Kunstgeschiedenis: 34207
- Union List of Artist Names: 500016016
- Virtual International Authority File: 95779262
- WorldCat: E39PBJd886RQWdRqfTbBc9tkDq